# Domenico Amorotto
Domenico Amorotto (Carpineti ?, ... – Corneto, 5 luglio 1523) è stato un brigante italiano.
Fu uno dei più noti banditi del XVI sec. ed operò principalmente nell'Appennino reggiano e modenese e nella Garfagnana. 

## Biografia
Nato Domenico de'Bretti, cambiò il cognome nel 1497 in Amorotto, dal ramo principale della famiglia, a discapito del ramo cadetto de'Bretti successivamente Beretti.
È ritenuto una figura quasi leggendaria nelle montagne di Reggio Emilia e per molti anni fu l'ossessione di Francesco Guicciardini, all'epoca governatore papale di Reggio. 
Figlio dell'oste del paese, aveva due fratelli, Alessandro, di indole più pacifica e Vitale, suo futuro sgherro.
La sua stirpe discendeva da tale Raimondinus De Brito o De Brectis, già annoverata come nobile dal 1156. Secondo alcune cronache si diede alla macchia in gioventù dopo aver ucciso a coltellate un rivale in una piazza di Carpineti, raggruppando quindi attorno a sé altri ricercati dalla giustizia. La sua carriera iniziò al soldo dei signorotti locali (Bebbi, Scajoli, Manfredi ecc) che si servivano di lui per piccole vendette. In seguito, assieme al padre e i fratelli, si mise al servizio di Papa Giulio II quando, nel 1512, questi si impossessò di Reggio. Gli fu concessa la rocca di Carpineti con diritto alla riscossione dei dazi in paese, privilegi poi confermati anche da Papa Leone X.

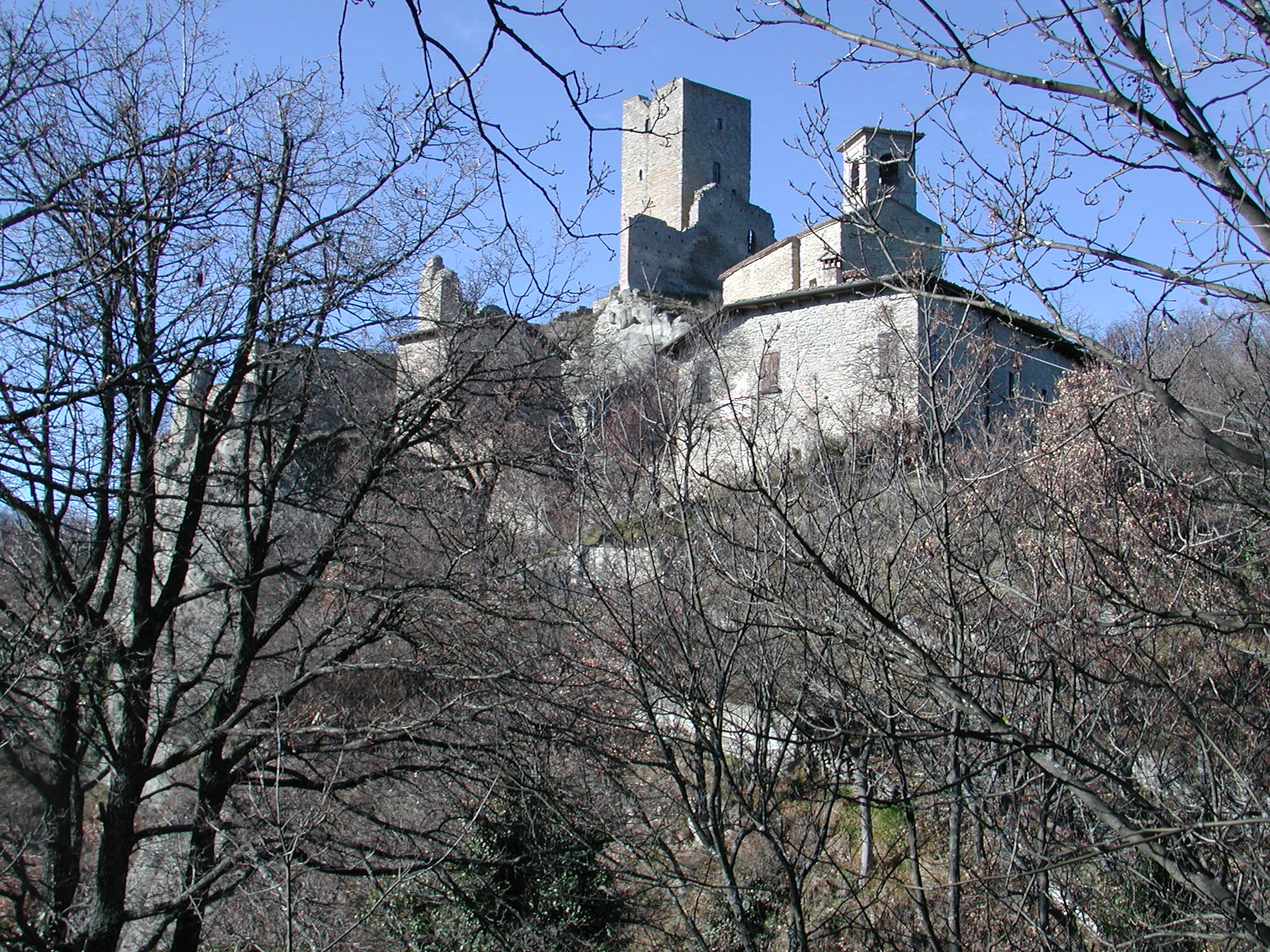
Castello delle Carpinete

Il Guicciardini, salito nel 1517 al governo di Reggio, nonostante i reiterati tentativi diplomatici e militari, dovette combattere per diversi anni nel tentativo di ottenere la rimozione del montanaro dal suo incarico. Per un certo periodo l'Amorotto si rifugió a Bologna dall'amico e compagno d'armi nelle milizie pontificie, Ramazzotto dei Ramazzotti. Suo nemico per molti anni fu Cato da Castagneto, anch'egli capitano di ventura dall'atteggiamento banditesco, al servizio del duca Alfonso I d'Este. Alla morte del pontefice, tutte le bande che operavano nella montagna reggiana e modenese si sollevarono, in particolar modo i Pancianighi, soldataglie mercenarie pistoiesi. Scoppiò così l'ultima guerra tra il Da Castagneto e l'Amorotto, che uccise il rivale a tradimento nel castello di Fanano. Si scatenò quindi una sanguinosa vendetta dei frignanesi, capitanati da Virgilio da Castagneto, fratello del defunto e coadiuvati dagli Estensi. Le stragi ed i saccheggi si susseguirono ad opera di ambo le fazioni. Fra queste azioni si annoverano il saccheggio di Albinea e il tentativo di assalto alla stessa Reggio Emilia da parte dei Carpinetani, finché l'Amorotto fu ferito da Virgilio in uno scontro presso Montese e, mentre cercava di riparare a Carpineti, fu ucciso, in località Corneto, da Tebaldo Sessi e Antonio Pacchioni, alleati dei da Castagneto. La sua testa ed una mano furono esposte nella rocca di Spilamberto e Guicciardini, il cui ruolo nella vicenda non è chiaro, approfittò di questa morte per debellare definitivamente le bande della montagna reggiana.
Poco tempo dopo Vitale Amorotto fu invitato a Reggio per stipulare un armistizio, ma fu invece catturato, sommariamente processato, passato per le armi e il suo cadavere squartato esposto al Palazzo del Capitano del Popolo, come monito a tutti i montanari a non ribellarsi più all'autorità .
In questo modo finiva un'epoca di continue guerre e lotte per l'egemonia della montagna reggiana, modenese, garfagnana e lunigiana, tutte allora appartenenti ai domini Estensi.
Appena fuori Civago, frazione di Villa Minozzo (RE), un rudere, gravemente danneggiato dal terremoto del 1920, è chiamato Torre dell'Amorotto perché probabilmente fu uno dei suoi rifugi più sicuri ed inespugnabili.